# 高橋克明
高橋 克明（たかはし かつあき、1964年〈昭和39年〉12月7日 - 2024年〈令和6年〉8月19日）は、大阪府出身の俳優、声優。文学座所属。

## 人物
身長175センチメートル。体重65キログラム。
特技は和太鼓、パントマイム、大阪弁。
玉川大学文学部卒業。
1988年、文学座附属演劇研究所入所。1993年より文学座座員となる。
2024年8月19日、心筋梗塞のため死去。59歳没。

## 出演作品

### 舞台
- 青ひげと最後の花嫁（1990年）
- 十二夜（1990年）
- 息子です こんにちは（1993年）
- シンガー（1994年）
- 美女と野獣（1994年）
- 夜中に起きているのは（1995年）
- 太陽が死んだ日（1996年）
- EDDIE SAYS OKEY DOKEY（1997年）
- 河内山宗俊（1997年）
- 華岡青洲の妻（1998年）
- 牛乳屋テヴィエ物語（1998年）
- 王様は白く思想する（1999年）
- 花のかたち（1999年）
- フールズ-FOOLS-（2001年） - 主演・家庭教師[6]
- 柘榴変（2001年）[7]
- ペンテコスト（2001年）
- 崩れた石垣、のぼる鮭たち（2001年）
- 沈黙と光（2002年）
- 冬のバイエル（2002年）
- 龍の伝説（2003年）
- 名は五徳（2004年）
- 十二人の怒れる男たち（2004年、2009年、2011年）
- ぬけがら（2005年、2010年）
- エスペラント（2006年）
- フィガロの離婚（2006年）
- AWAKE AND SING!（2006年）
  - AWAKE AND SING! -目覚めて歌え!-（2008年）
- ボールは高く雲に入り（2007年）
- 華々しき一族（2007年、2008年）
- 口紅〜rouge〜（2008年）
- 結婚（2009年）
- 土の中の教師たち 〜啓蟄の頃〜（2010年、2019年）
- ダーウィンの城（2010年）
- 燕のいる駅（2011年）
- 連結の子（2011年）
- リビング・ウィル（2012年）
- ガリレイの生涯（2013年）
- 鴉たちの行方（2013年）
- 熱帯のアンナ（2013年）
- 尺には尺を（2014年）
- タイタス・アンドロニカス（2014年）
- 夏祭恋逝殺（2014年）
- ハムレット（2014年、2018年）
- トロイラスとクレシダ（2015年）
- 限界の向こう側（2015年）
- メルシー! おもてなし（2015年）
- 異人たちとの夏（2017年）
- コント「おもしろいやつ」（2017年）
- デルフィニア戦記〜獅子王と妃将軍〜（2019年）
- ワーニャ伯父さん（2019年）
- 限界の向こう側（2020年）
- ロミオとジュリエット（2021年）
- ジャンガリアン（2021年）
- 手紙-届かなかったラブレター-（2022年）
- 田園1968（2022年）
- ひまわり（2023年）[5]

### テレビドラマ
- メタルヒーローシリーズ（テレビ朝日系）
  - 特捜エクシードラフト[8]
    - 第1話「死の幼稚園バス」（1992年2月2日） - 研究所員
    - 第31話「過去への特救便」（1992年9月6日） - 夏目達也

  - 特捜ロボ ジャンパーソン 第33話「宇宙一の熱愛男」（1993年9月12日）[9] - 倉田真一
  - ブルースワット 第15話「侵略CM大放送」（1994年5月8日）[10] - 檜山孝志
- はぐれ刑事純情派 第5シリーズ 第5話「危険な愛情・父親を刺した女!?」（1992年5月6日、テレビ朝日系）[11]
- 時代劇スペシャル / 荒木又右衛門〜男たちの修羅（1994年、テレビ東京)
- 火曜サスペンス劇場 転勤判事 第4作「旧盆殺人事件 一対の岐阜ちょうちんと扉の閉じられた仏壇はなにを見た」（1998年10月13日、日本テレビ） - 北村和彦[12]
- 月曜ミステリー劇場（TBS）
  - ひまわりさん 〜遺失物係を命ず! 第1作「落とし物年500万件…物だって口を利く! サウナ店長殺人は20年前の娘の復讐!?」（2004年）
  - やとわれ女将 菊千代の事件簿 第3作「伊豆・修善寺温泉〜寅年の女たちの戦争〜」（2006年）[13] - 木村優介
- 僕の島/彼女のサンゴ（2008年、NHK）
- NHK広島放送局開局80年ドラマ・帽子（2008年、NHK広島放送局） - 高山礼吉
- 刑事一代 平塚八兵衛の昭和事件史「吉展ちゃん誘拐殺人事件」（2009年、テレビ朝日）
- 臨場 続章 第7話「声」（2010年5月26日、テレビ朝日系） - 安藤高一[14]
- 遺留捜査 第1シリーズ 第9話「空のマッチ箱」（2011年6月8日、テレビ朝日系） - 香川恭史[15]
- 最後から二番目の恋（フジテレビ） - 門脇
  - 第1期 第4話「女が年取るってせつないよね」、第10話「大人の未来だって、輝いてる」（木曜劇場、2012年2月2日・3月15日）[16]
  - 第2期 続・最後から二番目の恋 第5話「全く大人って生き物は…」（木曜劇場、2014年5月15日）[17]
  - 第3期 続・続・最後から二番目の恋 第4話「人生に恋するためにここにいる」（月9、2025年5月5日） - 回想シーン[17]
- BS時代劇 / 薄桜記 第5話「豪商紀文」（2012年、NHK BSプレミアム） - 喜兵衛
- ドラマ10 / 愛おしくて（2016年、NHK） - 原木
- 木曜ドラマF / リピート〜運命を変える10か月〜 第2話「束縛する女 飼い犬人生からの脱却 運命を変える」（2018年、読売テレビ）
- 相棒17 第2話「ボディ〜二重の罠」（2018年、テレビ朝日） - 職人
- 土曜ワイド / 赤バッヂ（2019年、フジテレビ）
- 大河ドラマ / 鎌倉殿の13人 第46話「将軍になった女」（2022年、NHK） - 百姓

### 映画
- 火垂るの墓（2008年、パル企画） - 清太の父
- 星めぐりの町（2018年、ファントム・フィルム）
- 笑いのカイブツ（2024年、アニモプロデュース）
- 火の華（2024年、アニモプロデュース）[5]
- SENSEKi（2025年公開予定） ※遺作[5]

### 劇場版アニメ
- ゲド戦記（2006年、東宝）

### 吹き替え
- ER緊急救命室 ※NHK版
- ミディアム 霊能者アリソン・デュボア 第6シーズン ※WOWOW版

### ラジオドラマ
- 少年ドラマシリーズ「冒険者たち」（NHK-FM放送）
- 青春アドベンチャー（NHK-FM放送）
  - モンテクリスト伯
  - 海に降る（2012年）
  - 月蝕島の魔物（2014年）
  - 光
  - 獅子の城塞
  - 白狐魔記
    - 洛中の火（2015年）
    - 元禄の雪（2016年）

  - ぱきゅん（2019年）
- 特集オーディオドラマ / 星を掘れ!（2013年）
- ラジオシアター〜文学の扉（2014年、TBSラジオ）
  - 「よだかの星」
  - 「失敗園」
- 土屋礼央 レオなるど（2017年5月25日、ニッポン放送） - 能町みね子と出演
- 春麻呂の夢（2019年、NHK-FM放送）